# Manuel Giménez Abad
Manuel Giménez Abad (Pamplona, 4 de diciembre de 1948 - Zaragoza, 6 de mayo de 2001) fue un político español perteneciente al Partido Popular de Aragón y presidente del mismo, asesinado por la banda terrorista ETA en 2001.

## Formación y carrera
Nacido en Pamplona el 4 de diciembre de 1948, estudió Derecho en la Universidad de Navarra, donde una vez licenciado impartió la docencia, como también en el Instituto Aragonés de Administración Pública y la Universidad de Granada.
Pasó a pertenecer al Cuerpo Superior de Administradores Civiles del Estado. Allí ocupó relevantes puestos, como Secretario del Instituto de Estudios Administrativos, Jefe de la Sección de Selección y Perfeccionamiento de Funcionarios de Titulación Superior, y Consejero Técnico.
Siempre ligado a la administración, ingresó en la Diputación General de Aragón, donde en 1995 alcanzó el cargo de Consejero de Presidencia y Relaciones Institucionales del Gobierno de Aragón.
En 1999 fue elegido diputado a las Cortes de Aragón por el Partido Popular, y más tarde senador por la Comunidad Autónoma de Aragón.
El 24 de febrero de 2001 fue nombrado presidente del PP en Aragón, sustituyendo en el cargo a Santiago Lanzuela. Éste asumió la dirección del partido en un momento crítico debido a la presión social  en Aragón contra el Plan Hidrológico Nacional y el trasvase del Ebro.

## Asesinato
El 6 de mayo de 2001 se dirigía con uno de sus hijos al Estadio de La Romareda de Zaragoza a ver un encuentro de fútbol del Real Zaragoza cuando un miembro de la banda terrorista ETA le disparó tres tiros por la espalda, dos de ellos en la cabeza. Los servicios sanitarios acudieron inmediatamente al lugar, pero no pudieron reanimarlo.
Al día siguiente, se celebró una gran manifestación en la capital aragonesa en la que participaron más de 350.000 personas, convocada por todas las fuerzas políticas, en repulsa por el crimen. Sus funerales y sepelio se realizaron en la localidad de Jaca (Huesca), donde había pasado gran parte de su juventud. Al funeral acudió el presidente del Gobierno, José María Aznar.

## Homenajes

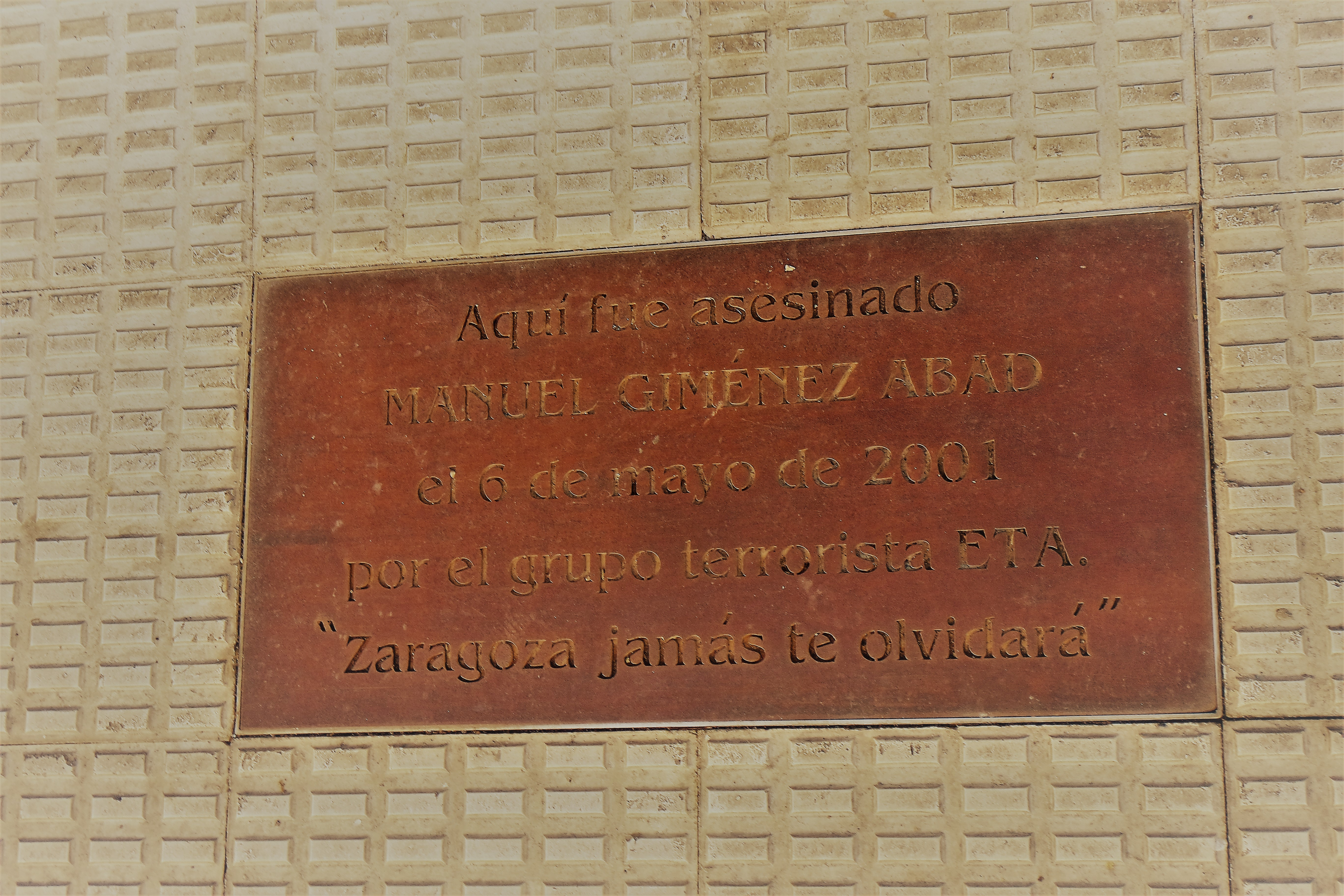
Placa en memoria de Giménez Abad.

Un día después de su asesinato, el Ayuntamiento de Zaragoza lo nombró hijo adoptivo de la ciudad.
El 20 de mayo de ese mismo mes, sus hijos recibieron de manos del presidente del Real Zaragoza, Alfonso Soláns, a título póstumo, la insignia de oro y brillantes, la máxima distinción del club, del que era socio Giménez Abad. Días después, las Cortes de Aragón le impusieron a título póstumo la medalla de la institución.
Además, en 2002 fue inaugurado el Puente Manuel Giménez Abad sobre el Ebro con su nombre, diseñado por Javier Manterola.
También en su memoria se creó la Fundación Manuel Giménez Abad de Estudios Parlamentarios y del Estado Autonómico, fundada por las Cortes de Aragón, el Ayuntamiento de Jaca, Ibercaja y la Caja Inmaculada.
El 5 de mayo de 2021, en el XX aniversario de su muerte, el Ayuntamiento de Zaragoza rindió homenaje a su figura con el descubrimiento de una placa informativa en su recuerdo en el lugar donde fue asesinado.